# Coelorinchus hige
Coelorinchus hige és una espècie de peix de la família dels macrúrids i de l'ordre dels gadiformes.

## Hàbitat
És un peix bentopelàgic i marí d'aigües subtropicals.

## Distribució geogràfica
Es troba al Japó.